# Orchestra della Tonhalle di Zurigo
L'Orchestra della Tonhalle di Zurigo (Tedesco: Tonhalle-Orchester Zürich) è un'orchestra sinfonica svizzera con sede a Zurigo. La sua sede principale è la Neue Tonhalle.

## Storia precedente le origini dell'orchestra
Ensemble musicali precursori a Zurigo sono le società di musica Zum Chorherresaal (intorno al 1600), Ab dem Musiksaal beim Kornhaus (1613), e Zum Fraumünster (1679). Nel 1812, questi ensemble si consolidarono in un'unica organizzazione con il nome Allgemeinene Musik-gesellschaft (AMG), che ha compreso la formazione di un'orchestra che si esibiva su base annuale, stagionale e non permanente. Nella prima storia dell'orchestra AMG, i suoi primi conduttori principali furono Casimir von Blumenthal (1821-1846) e Franz Abt (1846-1852). L'impulso per la creazione di un'orchestra permanente a Zurigo venne in Svizzera nel 1861, con lo Schweizerische Musikfest (Festival di Musica Svizzera) programmato a Zurigo quell'anno. I cittadini di Zurigo volevano che i musicisti rimanessero dopo il festival, ma l'AMG non aveva le risorse finanziarie per stabilire una orchestra residente permanente. Successivamente, un gruppo di cittadini di Zurigo fondò l'Orchesterverein (Associazione) nel 1865 come prima orchestra permanente della città. La fondazione dell'Orchestra Tonhalle di Zurigo seguì diversi anni dopo, nel 1868. Entrambe le formazioni continuano ad esibirsi tutt'oggi a Zurigo.

## Storia dell'orchestra

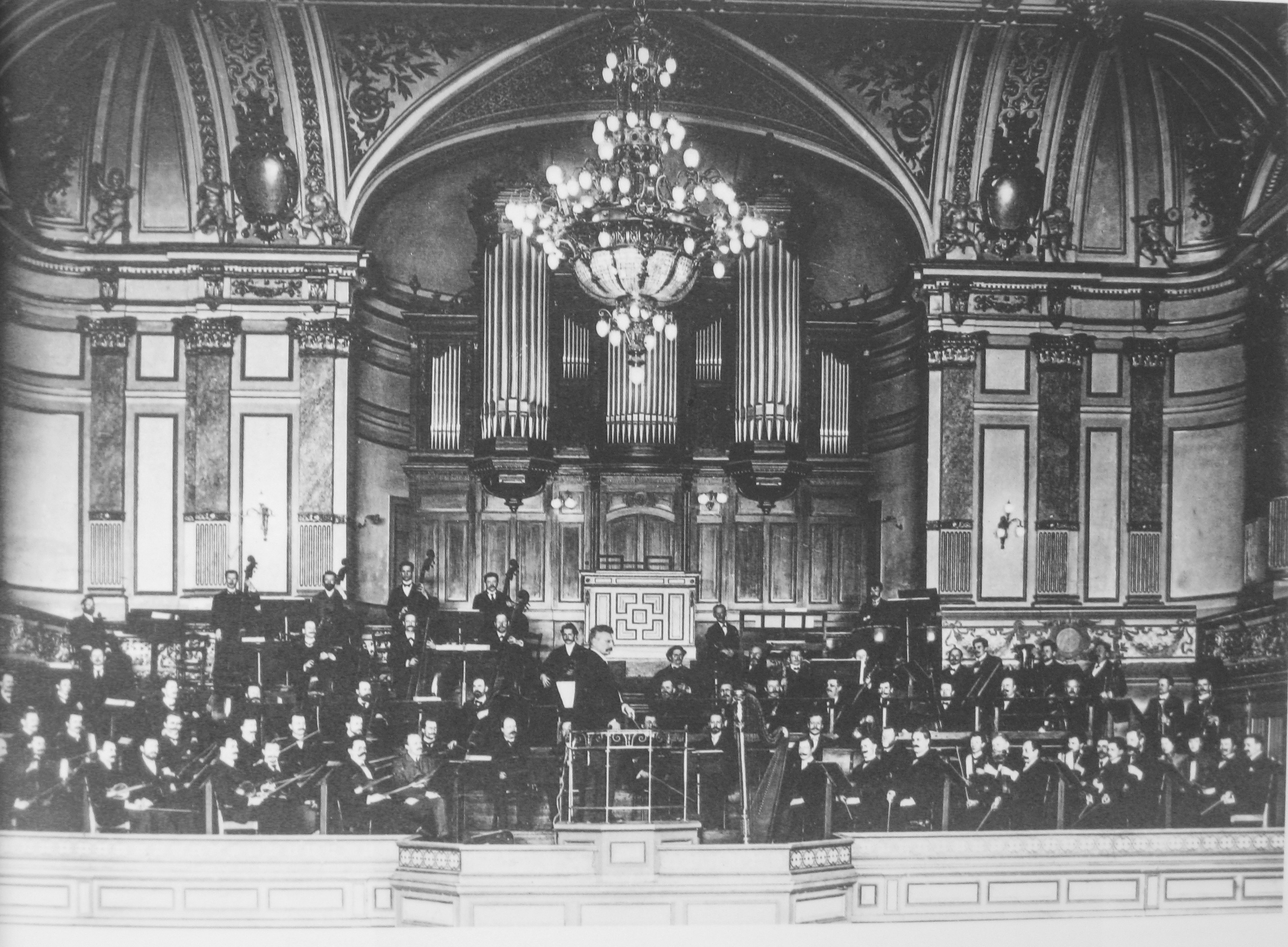
L'orchestra della Tonhalle con Friedrich Hegar, circa 1900

Il primo direttore principale della Tonhalle-Orchester era Friedrich Hegar, che ha diretto dalla sua fondazione nel 1868 fino al 1906. Il suo successore, Volkmar Andreae ebbe un mandato ancora più a lungo come direttore principale, 1906-1949, il più lungo nella storia dell'orchestra, dirigendo circa 1.300 concerti con l'orchestra. Il mandato di Andreae caratterizzò i primi concerti dell'orchestra per le famiglie, a partire dal 1928. Nel 1947, la città di Zurigo formalizzò le esecuzioni dei concerti per i giovani da parte dell'orchestra, come parte degli accordi di finanziamento della città e sovvenzioni dell'orchestra. Più di recente, durante la direzione di David Zinman, l'orchestra stabilì la sua serie "tonhalleLATE" ("tonhalleTARDI") di concerti in tarda serata che combinavano concerti sinfonici di lunghezza più breve con la socializzazione tramite la musica elettronica.
Durante l'interregno fra la direzione di Hiroshi Wakasugi e David Zinman, Claus Peter Flor lavorò come direttore ospite principale dal 1991 al 1995. Zinman diventò direttore principale nel 1995 e rimase nel posto fino a luglio 2014, più anziano direttore principale dell'orchestra dai tempi di Andreae. L'orchestra debuttò ai Proms nel settembre 2003 con Zinman e il suo ultimo concerto come direttore principale fu un'apparizione a luglio 2014 ai Proms. Durante il suo mandato, Zinman introdusse elementi di esecuzione storicamente informata nello stile di esecuzione dell'orchestra ed ampliò notevolmente la loro presenza nelle registrazioni. Nel mese di ottobre 2012 l'orchestra nominò Lionel Bringuier come suo successivo direttore principale, a partire dalla stagione 2014-2015, con un contratto iniziale di 4 anni. In concomitanza con l'avvento di Bringuier come direttore principale nella stagione 2014-2015, Esa-Pekka Salonen iniziò il suo mandato nella nuova funzione di Presidente Creativo dell'orchestra.
L'orchestra e Andreae fecero un piccolo numero di registrazioni alla fine del 1920, di musica di Vivaldi e Wolfgang Amadeus Mozart. Nel 1947 Franz Lehár registrò con l'orchestra un certo numero di dischi a 78 giri della sua musica per la Decca Records. I dischi furono distribuiti negli Stati Uniti dalla London Records, inizialmente nel formato 78-giri e poi su LP. Alcune delle registrazioni sono ora disponibili attraverso la Naxos Records su CD. Il profilo di registrazione dell'orchestra si allargò in modo notevole durante il mandato di Zinman, con molte registrazioni per etichette come Arte Nova e RCA. In particolare, le sue registrazioni per Arte Nova di tutte le sinfonie di Beethoven ottenne notevole fama, come uno dei primi cicli registrati per l'utilizzo della nuova edizione di Jonathan Del Mar delle sinfonie, con l'osservanza delle marcature metronomiche di Beethoven.

## Direttori principali
- Friedrich Hegar (1868–1906)
- Volkmar Andreae (1906–1949)
- Erich Schmid (1949–1957)
- Hans Rosbaud (1957–1962)
- Rudolf Kempe (1965–1972)
- Charles Dutoit (1967–1971)
- Gerd Albrecht (1975–1980)
- Christoph Eschenbach (1982–1986)
- Hiroshi Wakasugi (1987–1991)
- David Zinman (1995–2014)
- Lionel Bringuier (2014–ad oggi)

## Discografia
- Bruch Dvorak, Conc. vl./Conc. vl. n. 1 - Fischer/Zinman/Tonhalle Zürich, 2012 Decca
- Kalman: Gräfin Mariza - Tonhalle-Orchester Zürich/Victor Reinshagen/Lore Hoffmann/Emmy Loose/Leni Funk/Rupert Glawitsch/John Hendrik, The Art Of Singing
- Lehár: Der Graf von Luxemburg - Tonhalle-Orchester Zürich/Victor Reinshagen/Nora Jungwirth/Wanda von Kobierska/Rupert Glawitsch/Hugo Kratz/Willy Schöneweis/Willy Ferenz/Rolf Sander/Manfred Jungwirth, The Art Of Singing
- Mahler, Sinf. n. 5 (Live, Zurigo, 1997) - Solti/Tonhalle Zürich, Decca
- Ravel, Musiche complete per orchestra - Bringuier/Wang/Tonhalle Zürich, 2014/2015 Deutsche Grammophon
- Ravel Fauré, Conc. pf. n. 1-2/Ballata in fa magg. op. 19 - Wang/Bringuier/Tonhalle Zürich, 2015 Deutsche Grammophon
- Tchaikovsky & Bartok: Violin Concertos - Valeriy Sokolov/David Zinman/Tonhalle-Orchester Zürich, 2011 Erato